# Pseudochromis caudalis
Pseudochromis caudalis är en fiskart som beskrevs av Boulenger, 1898. Pseudochromis caudalis ingår i släktet Pseudochromis och familjen Pseudochromidae. Inga underarter finns listade i Catalogue of Life.